# Jeg elsker den brogede verden
Jeg elsker den brogede verden er en dansk sang, der er skrevet af Hans Vilhelm Kaalund i 1877. Musikken er skrevet af Thorvald Aagaard i 1922.
Kaalund skrev oprindeligt et digt på 11 vers, men har i sangen forkortet det til seks vers. Temaet er glæden ved livet, som det er - et resultat af Guds skaberværk. Det er inspireret af menneske- og livssynet hos Grundtvig.
Thorvald Aagaards melodi blev skrevet til den første melodibog med klaversatser i 1922.
Sangen er optaget i Højskolesangbogen.